# Greta (enseignement)
Pour les articles homonymes, voir Greta.
En France, un Greta (acronyme de groupement d'établissements) est un groupement d'établissements publics locaux d'enseignement (EPLE) qui fédèrent leurs ressources humaines et matérielles pour organiser des actions de formation continue pour adultes. Le Greta fait partie du ministère de l'Éducation nationale. Depuis le décret 2019-317, les GRETA ont aussi en charge l'apprentissage.

## Histoire

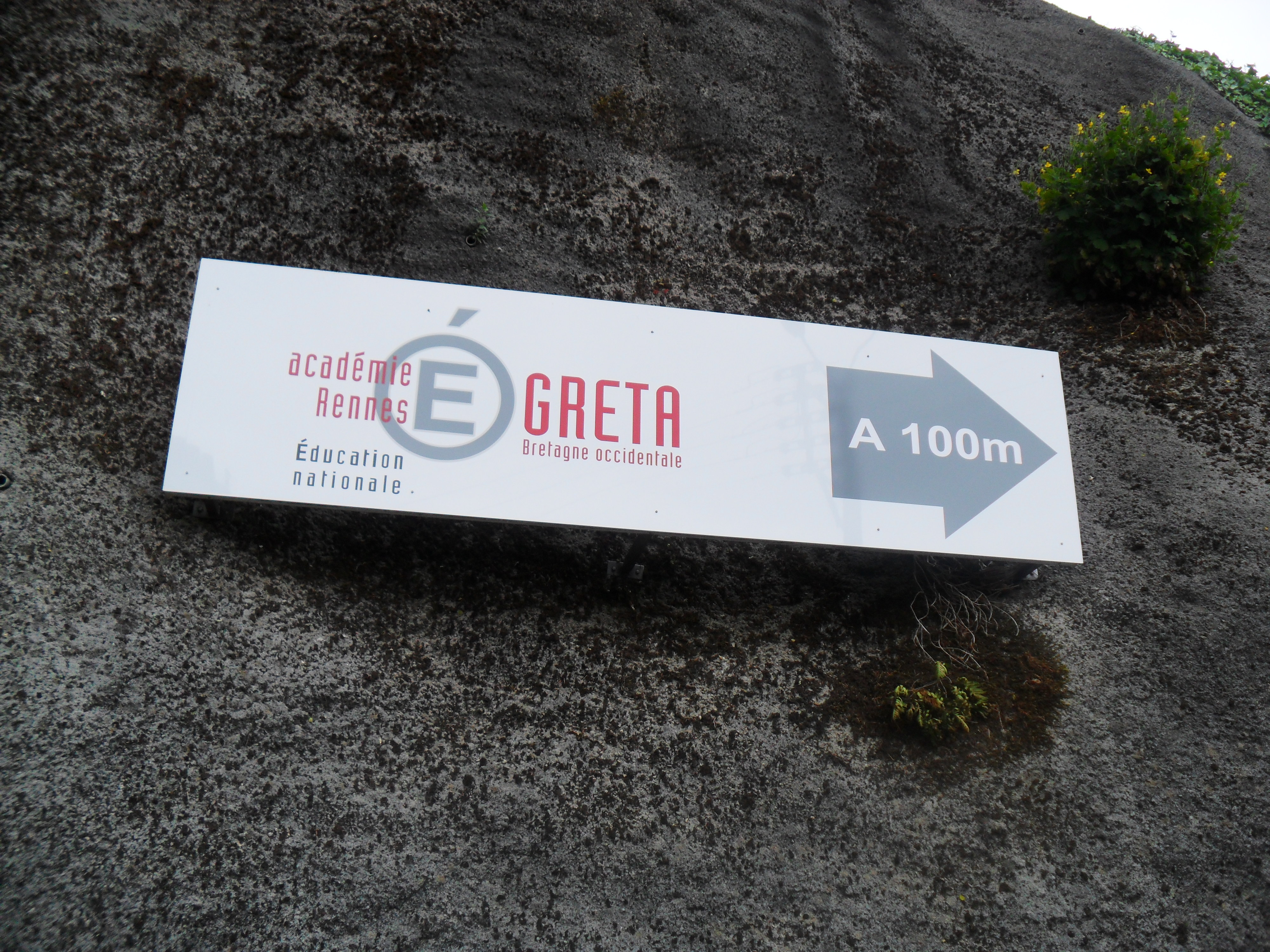
La signalisation du GRETA de Morlaix

Les Greta sont nés de la loi du 16 juillet 1971 sur « l'organisation de la formation professionnelle continue dans le cadre de l'éducation permanente ».
Ce texte fondateur a ouvert le droit à la formation pour les individus, et les entreprises ont été tenues de participer au financement de la formation.
Les établissements scolaires publics se regroupent pour donner naissance aux Greta en 1974. La loi Jospin de 1989 confirme ce mouvement dans son article 19, désormais codifié à l'article L.423-1 du code de l'éducation.

### Transformation des GRETA en GIP - projet abandonné par la suite
En 2012, les Groupements d'établissements (GRETA) avaient été appelés à changer de forme juridique pour devenir des groupements d'intérêt public (GIP).

### Renforcement du statut des GRETA par la circulaire du 4-2-2014
En 2014, une circulaire renforce le statut des GRETA au sein de l'éducation nationale. Un avancement sur certains points dont la création d'une assemblée générale (AG) qui remplace le conseil inter-établissements (CIE). Le nombre des représentants des personnels augmente (20 % du nombre des établissements adhérant au GRETA) : ces personnels ont maintenant droit de vote. 
Mais le GRETA reste toujours sans identité juridique et s'appuie toujours sur un établissement public local d'enseignement (EPLE) pour valider marchés, contrats, conventions ou budgets.

### 2020 - Fusion des GRETA-CFA
En application de la loi du 5 septembre 2018 « Pour la liberté de choisir son avenir professionnel » au 1er janvier 2020, les GRETA sont transformés en GRETA-CFA.
Les GRETA-CFA deviennent avec le GIP-FCIP, les seuls organismes de formation de l'Éducation nationale française à pouvoir dispenser des formations en apprentissage dans les établissements publics d'enseignement. Cet élargissement des compétences dans l’offre de formation va affecter non seulement l’organisation structurelle des GRETA, mais aura de fait des conséquences sur les conditions de travail des personnels exerçant déjà en CFA académique ou en UFA.

## Fonctionnement
Le fonctionnement du Greta s'appuie sur différentes instances :
- l'Assemblée générale ;
- le Conseil de perfectionnement, à rôle pédagogique et disciplinaire ;
- le Bureau directeur ;
- les établissements publics locaux d'enseignement (EPLE) membres du groupement ;
- l'établissement support ;
- le Conseil d'administration de l'établissement support ;
- la Commission de gestion des ressources humaines (GRH).

Le GRETA ne possède pas d’identité juridique car il s’appuie sur un établissement support.
GRETA signifie « GRoupement d’ÉTAblissements ». Ce sont des établissements Publics Locaux d’Enseignements qui mettent en commun des moyens humains et matériels dans le but de développer des activités de formation continue d’adultes.
Les formations proposées sont parfois financées par les stagiaires eux-mêmes. Néanmoins, pour les salariés, ce sont leurs entreprises, ou leurs administrations. S’ils sont demandeurs d’emploi, ce sont principalement les régions ou France Travail.

## Formations dispensées
Les formations dispensées au sein d'un Greta peuvent être variées et s'adressent aussi bien aux salariés, aux demandeurs d'emploi ou aux étudiants, avec possibilités d'alternances.
On peut y préparer un CAP, BEP, Baccalauréat professionnel, BTS, des Brevets d'État ou encore des licences et des masters s'il existe des partenariats avec des universités.
Certains Greta ont reçu le label national de qualité Eduform, créé par le Ministère en 2017.

## Nombre de GRETA et nombre de stagiaires
Les formations du GRETA-CFA concernent tous les publics : les salariés d’entreprises, les jeunes en insertion professionnelle et les demandeurs d’emploi, mais également toute personne qui souhaite se former à titre individuel.
Une offre étendue : l’offre de formation et de services du GRETA-CFA est très large : on peut aussi bien y préparer un diplôme que suivre un simple module de formation.
L’adaptation aux besoins : les parcours, contenus et durées de formation sont directement liés au projet, aux compétences et à la situation professionnelle de chaque personne.
Il y a en France 89 Greta, soit 2 fois moins en 10 ans à la suite d'une vague de fusions avec parfois un seul Greta par Académie. Les Greta étant des groupements d'établissements, il existe en tout plus de 4 750 lieux où peuvent se dérouler les prestations. Par exemple, sur le GRETA-CFA Pays de la Loire en 2018 : 11 884 stagiaires ont été formés, pour 540 formations proposées ce qui représente 156 850 heures de formation, pour 216 diplômes et certifications.